# Eastern League
Eastern League (EL) är en professionell basebolliga. Den är en farmarliga till Major League Baseball (MLB), på den näst högsta nivån (Double-A) inom Minor League Baseball (MiLB).
Ligan består av tolv klubbar, vilka ligger i nordöstra USA. Tidigare har ligan under flera år haft klubbar i Kanada.
Den mest framgångsrika klubben genom tiderna är Binghamton Triplets med tio ligatitlar.

## Historia
Ligan grundades den 23 mars 1923 i Binghamton, och samma år spelades den första säsongen. Då hette ligan New York-Pennsylvania League (inte att förväxla med den New York-Penn League som var verksam under det namnet 1957–2019) och bestod av sex klubbar, vilka var från Binghamton och Elmira i delstaten New York samt Scranton, Wilkes-Barre, Williamsport och York i Pennsylvania. Ligan klassades från början på nivå B. Året efter utökades ligan till åtta klubbar med två nya klubbar i Harrisburg och Utica. 1933 blev ligan uppgraderad till nivå A.
1938 bytte ligan namn till Eastern League efter att klubbar hade flyttats till New Jersey och Connecticut. Fortfarande var ligan på nivå A. Senare skedde flera klubbflyttar, men antalet klubbar förblev åtta till och med 1957. Ligan fick 1963 status som Double-A-liga, den näst högsta nivån inom MiLB. 1991 spelades för första gången en all star-match gemensamt för ligorna på Double-A-nivån. Eftersom det fanns tre ligor på Double-A-nivån bestod det ena laget i all star-matchen av spelare från farmarklubbarna till klubbar i American League och det andra av spelare från farmarklubbarna till klubbar i National League.
Efter att ha bestått av sex till åtta klubbar sedan 1958 utökades ligan 1994 för första gången till tio klubbar. Samtidigt delades ligan för första gången upp i två divisioner. 1999 utökades ligan för första gången till tolv klubbar och den hade då fördubblats i storlek på bara 20 år. Tre år senare spelades den sista gemensamma all star-matchen på Double-A-nivån och därefter återgick Eastern League till att ha en egen all star-match.
Efter flera år med stigande publiksiffror satte ligan under 2010 års säsong ett nytt publikrekord med sammanlagt 3 966 241 åskådare.
Hela 2020 års säsong av MiLB, inklusive Eastern League, ställdes in på grund av covid-19-pandemin. I februari 2021 genomförde MLB en stor omorganisation av MiLB som bland annat innebar att de gamla liganamnen ersattes av nya. För Eastern Leagues del innebar omorganisationen att ligan fick namnet Double-A Northeast. Av de tolv klubbar som fanns i ligan före omorganisationen fick elva vara kvar och dessutom tillkom en från Atlantic League (independent league). En klubb fick inte plats i någon liga inom MiLB och gick över till amatörligan MLB Draft League. Efter att ha haft namnet Double-A Northeast 2021 återfick ligan namnet Eastern League 2022 efter det att MLB förvärvat rättigheterna till de gamla liganamnen.

## Klubbar
Eastern League består av tolv klubbar, som är indelade i två divisioner:
| Klubb                     | Stad               | Moderklubb            |
| Northeast Division        | Northeast Division | Northeast Division    |
| ------------------------- | ------------------ | --------------------- |
| Binghamton Rumble Ponies  | Binghamton, NY     | New York Mets         |
| Hartford Yard Goats       | Hartford, CT       | Colorado Rockies      |
| New Hampshire Fisher Cats | Manchester, NH     | Toronto Blue Jays     |
| Portland Sea Dogs         | Portland, ME       | Boston Red Sox        |
| Reading Fightin Phils     | Reading, PA        | Philadelphia Phillies |
| Somerset Patriots         | Bridgewater, NJ    | New York Yankees      |
| Southwest Division        |                    |                       |
| Akron Rubberducks         | Akron, OH          | Cleveland Guardians   |
| Altoona Curve             | Altoona, PA        | Pittsburgh Pirates    |
| Bowie Baysox              | Bowie, MD          | Baltimore Orioles     |
| Erie Seawolves            | Erie, PA           | Detroit Tigers        |
| Harrisburg Senators       | Harrisburg, PA     | Washington Nationals  |
| Richmond Flying Squirrels | Richmond, VA       | San Francisco Giants  |

## Spelformat
Grundserien består av 138 matcher och varar från början av april till mitten av september. Matchserierna består oftast av sex matcher som spelas tisdagar till söndagar med speluppehåll på måndagar. Klubbarna spelar oftare mot klubbarna i samma division än mot klubbarna i den andra divisionen.
Grundserien är indelad i två halvor och till slutspel går vinnarna av de båda divisionerna i båda halvorna, alltså totalt fyra klubbar. Om samma klubb vinner båda halvorna går från den divisionen den klubb till slutspel som var näst bäst sett över hela säsongen. I semifinalerna möts de två klubbarna från samma division i ett bäst-av-tre-format och även finalen spelas i detta format.

## Kända spelare

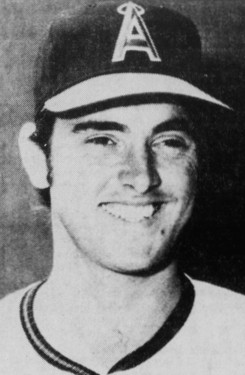
Nolan Ryan spelade i Eastern League 1966.

Till och med 2022 har 49 före detta spelare, tränare och domare i ligan blivit invalda i National Baseball Hall of Fame. Bland spelarna kan nämnas Richie Ashburn, Jim Bunning, Carlton Fisk, Whitey Ford, Ralph Kiner, Greg Maddux, Juan Marichal, Bill Mazeroski, Nolan Ryan, Mike Schmidt och Warren Spahn och bland tränarna Bobby Cox och Earl Weaver.